# Krzysztof Jan Walczak
Krzysztof Jan Walczak (ur. 1 listopada 1950 w Kaliszu) – polski bibliotekoznawca i bibliolog, nauczyciel akademicki, doktor habilitowany nauk humanistycznych. W latach 1974–1982 i 1990–2017 dyrektor Książnicy Pedagogicznej im. Alfonsa Parczewskiego w Kaliszu, od 1994 prezes Kaliskiego Towarzystwa Przyjaciół Nauk.

## Życiorys
Syn poety i regionalisty Eligiusza Kor-Walczaka (1913–2000). Ukończył I Liceum im. Asnyka w Kaliszu, następnie studia z zakresu bibliotekoznawstwa na Uniwersytecie Wrocławskim w 1972. Pracował jako bibliotekarz w II Liceum Ogólnokształcącym im. Tadeusza Kościuszki w Kaliszu (1972–1973). W latach 1974–1982 był dyrektorem Pedagogicznej Biblioteki Wojewódzkiej w Kaliszu. Ponownie objął tę funkcję w 1990 (w 1994 bibliotekę przekształcono w Książnicę Pedagogiczną im. Alfonsa Parczewskiego w Kaliszu); pełnił ją do 2017.
W 1991 otrzymał na Uniwersytecie Wrocławskim stopień doktora nauk humanistycznych na podstawie pracy Biblioteki Kalisza i ich miejsce w życiu kulturalnym miasta 1793–1945. Habilitował się również na Uniwersytecie Wrocławskim w 2006 na podstawie pracy Czasopisma kaliskie XIX i początków XX w. Studium bibliologiczne. Specjalizuje się w zagadnieniach z zakresu historii książki i prasy.
Został również nauczycielem akademickim na Uniwersytecie Wrocławskim, doszedł do stanowiska profesora nadzwyczajnego w Instytucie Informacji Naukowej i Bibliotekoznawstwa na Wydziale Filologicznym. Od powstania w 1999 związany z Państwową Wyższą Szkołą Zawodową im. Prezydenta Stanisława Wojciechowskiego w Kaliszu, został profesorem na Wydziale Zarządzania, był także prorektorem tej uczelni (1999–2000). W 2022 objął stanowisko dyrektora Instytutu Interdyscyplinarnych Badań Historycznych Uniwersytetu Kaliskiego im. Prezydenta Stanisława Wojciechowskiego.
W latach 1990–1994 był przewodniczącym Rady Miasta Kalisza I kadencji. W 1994 został prezesem Kaliskiego Towarzystwa Przyjaciół Nauk, a w 2015 został członkiem Rady Towarzystw Naukowych przy Prezydium Polskiej Akademii Nauk.

## Odznaczenia
Odznaczony Srebrnym (1999) i Złotym (2005) Krzyżem Zasługi.